# Sessil (zoologi)

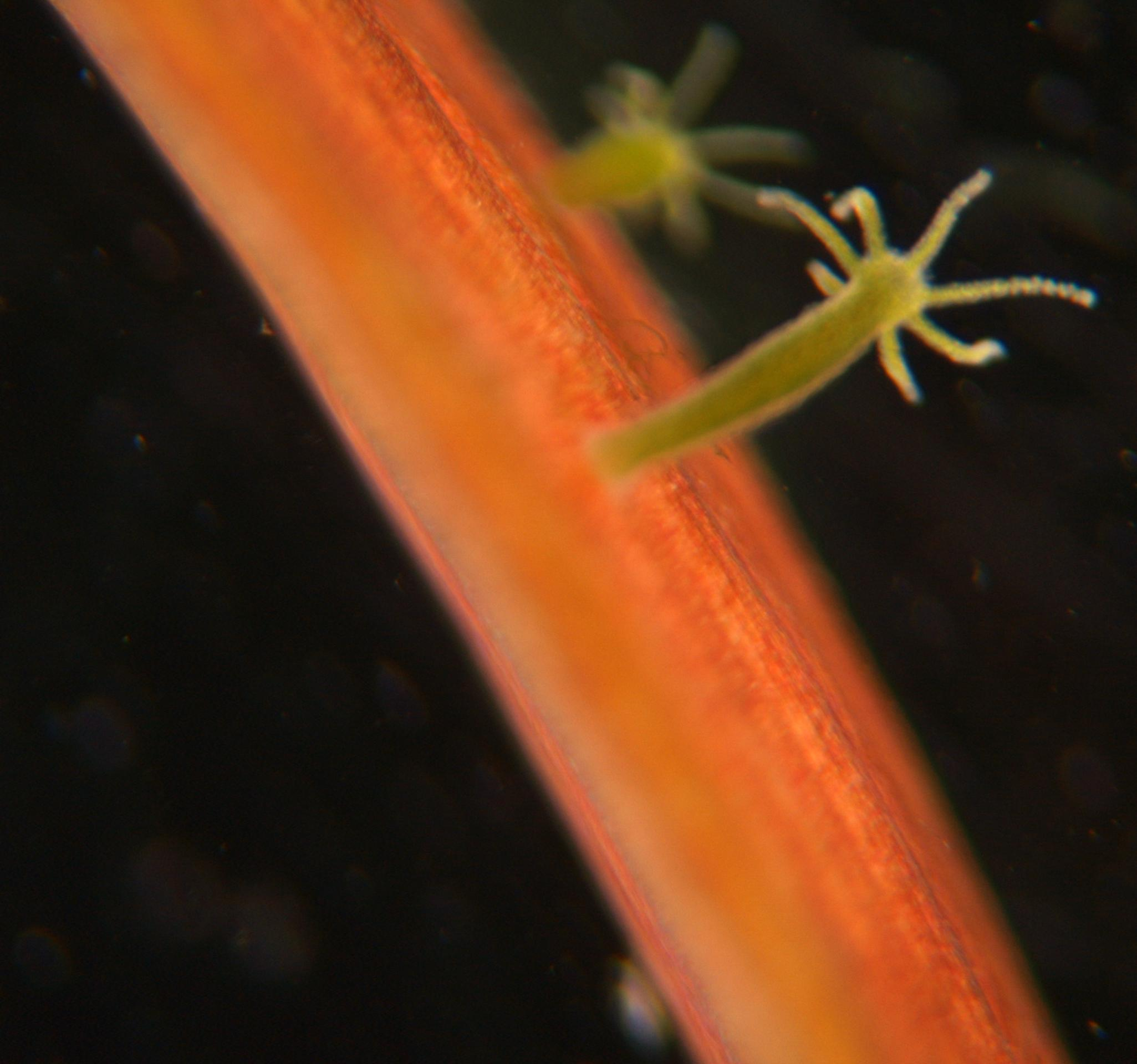
Hydror är generellt sessila djur som lever fastsittande på något substrat.

Sessil är inom zoologi egenskapen att ett djur lever fäst vid ett underlag (substrat). Sådana djur sägs vara sessila (av sessil, i betydelsen "fastsittande”). Sessilitet förekommer främst hos vattenlevande ryggradslösa djur, som koralldjur, mossdjur, svampdjur, musslor och havstulpaner. 
Sessila djur saknar ofta förmågan att aktivt förflytta sig från en plats till en annan (se motilitet), eller gör det sällan, men vissa kan ibland förflytta sig längre sträckor genom passiv förflyttning, som genom att släppa från underlaget och följa med strömmarna till en ny plats, där de åter kan fästa sig. Många sessila djur lever dock hela livet på samma plats. De som kan släppa från underlaget och förflytta sig passivt gör oftast bara detta vid dålig tillgång på föda (svält) eller direkt hot från predatorer, för att överleva. Vissa sessila djur, som havsanemoner, sitter länge på samma plats, men kan sakta krypa framåt över underlaget på sin fotskiva och kan så över några veckor förflytta sig en kort sträcka.

## Substrat
Sessila djur kan vara bottenlevande eller fästa sig på olika fasta underlag som klippor, stenar eller trä (i vattnet nedfallna och döda trädstammar eller vattendränkta trädrötter (som i mangrove), träpålar vid bryggor och liknande, skeppsvrak). I korallrev finns många sessila organismer som lever på reven.

## Föda

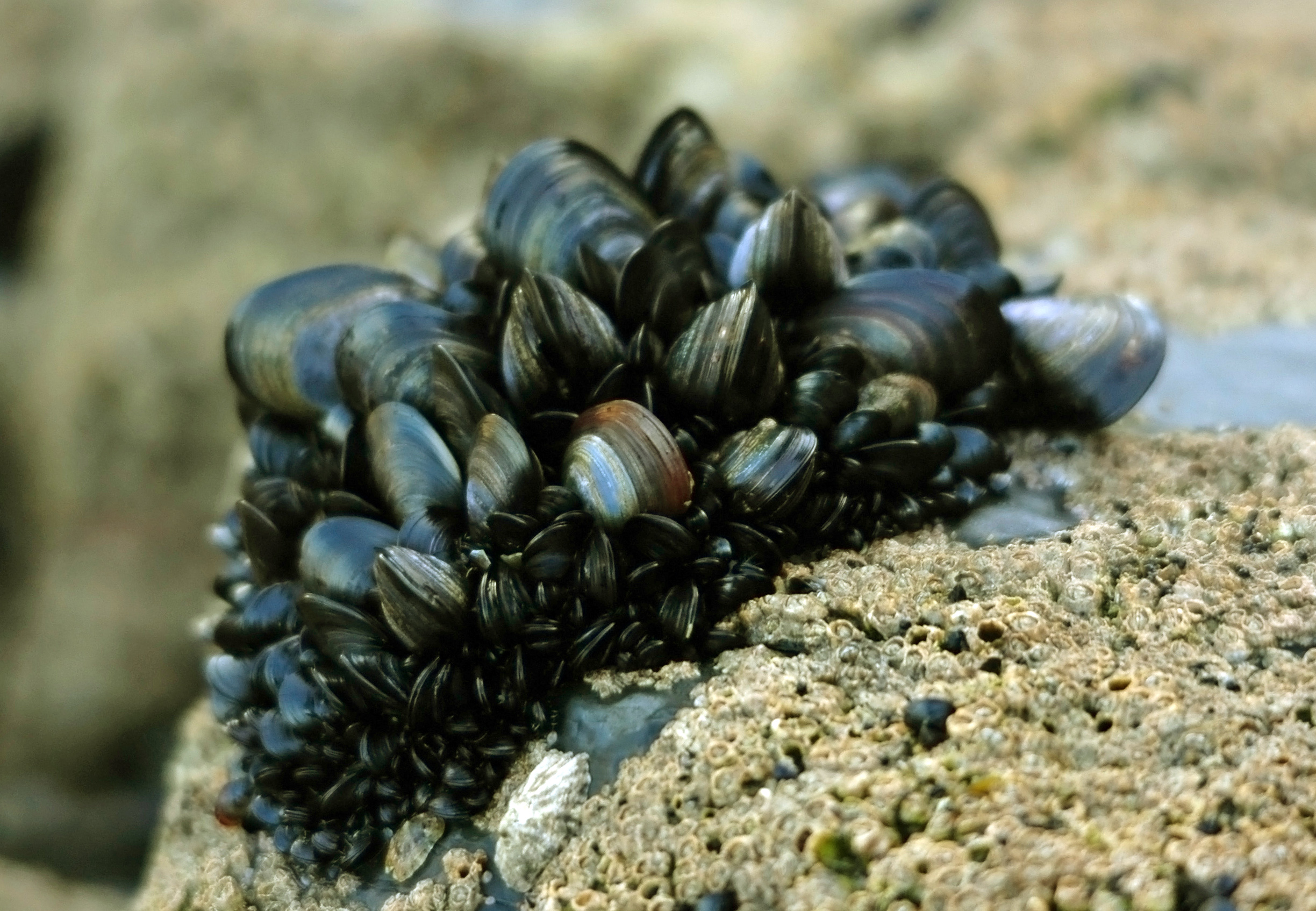
Blåmusslor lever fastsittande med hjälp av byssustrådar och livnär sig som filterare.

Sessila djur livnär sig ofta som filtrerare (kallas även suspensionsätare), som aktivt eller passivt filterar vattnet efter ätbara organiska partiklar. Andra är karnivorer, som med hjälp av tentakler eller andra fångstorgan fångar byten som kommer inom räckhåll. 

## Fortplantning

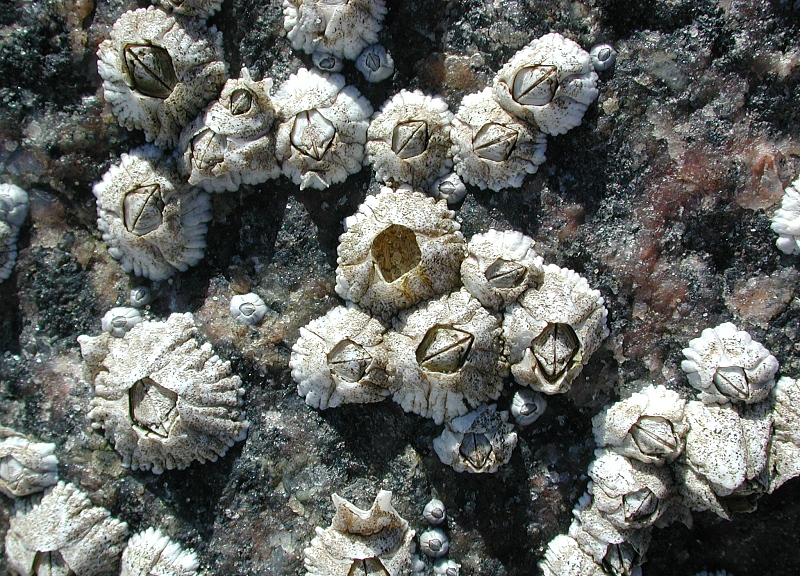
Havstulpaner är ett exempel på djur som är sessila.

Sessila djur har ofta frisimmande, rörliga larver, genom vilka spridning sker. Befruktningen sker ofta fritt i vattnet genom att ägg och spermier samtidigt släpps ut i vattnet. Larverna fäster sig efter en tid vid ett underlag och övergår i sessila vuxenstadium.

## Etymologi
Från latin sessilis "sittande" (egentligen "som kan sitta"), från sessum supinum av sedere "sitta".